# Fernand Maurice
Pour les articles homonymes, voir Maurice.
Fernand Maurice, né le 3 novembre 1943 à Chérancé (Mayenne), est un coureur cycliste français. Il fut engagé par l'une des équipes montées par Jean de Gribaldy[réf. nécessaire].

## Palmarès
- 1966
  - Redon-Redon
- 1967
  - 1re étape du Circuit de la Sarthe
  - Circuit des Deux Provinces
  - 2e du Circuit de la Sarthe
- 1970
  - Champion de l'Orléanais
  - 1re étape du Ruban granitier breton
  - 2e étape du Tour du Loir-et-Cher
  - Prix des Vins Nouveaux
- 1971
  - 2e du Circuit de Bretagne-Sud